# Козлов, Владимир Георгиевич

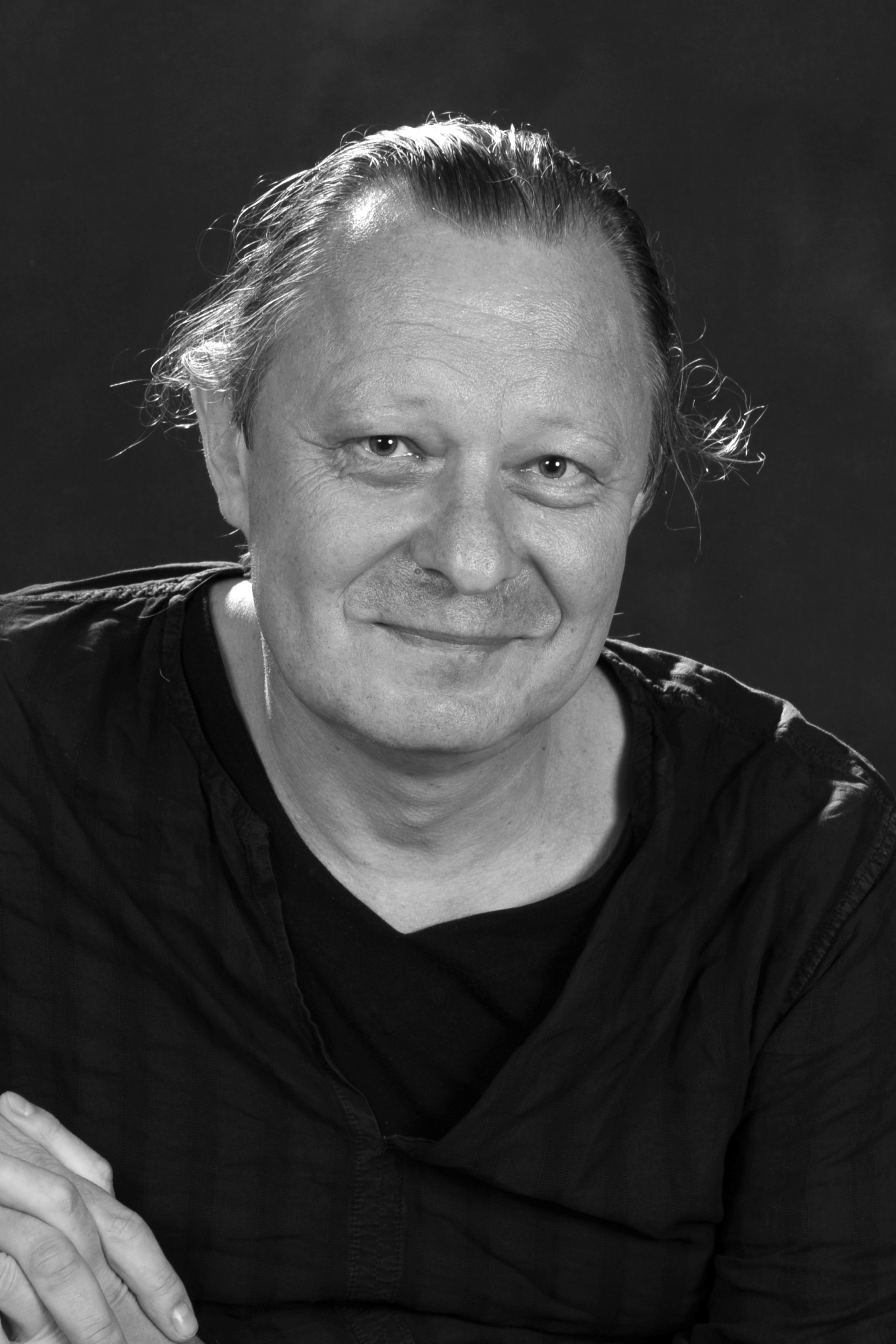
Владимир Козлов

Владимир Георгиевич Козлов (7 июня 1956, Минск, БССР, СССР) — французский кинорежиссёр
, сценарист и актёр белорусского происхождения. Обладатель российской премии «Киноглаз» (Артдокфест — 2011) и других наград на международных фестивалях. Кавалер Ордена Искусств и Литературы.

## Биография
Владимир Козлов родом из города Минска. Отец работал на военной кафедре Белгосуниверситета, юрист по образованию, мама — ведущим специалистом Госплана БССР.
С детства любил кино и в 1975 году снял первый немой любительский фильм на 8 мм камеру по рассказу А. Куприна.
Отучившись два года на факультете «Радиофизика и электроника», бросил минский университет и пошёл на два года в советскую армию, потеряв интерес к точным наукам.
После службы учился год в университете на факультете журналистики, работал слесарем на минском станкостроительном заводе имени С.М.Кирова. С 1979 года -  на национальной киностудии Беларусьфильм, сначала рабочим, затем помощником и ассистентом режиссёра. Участвовал в производстве 15 короткометражных и полнометражных художественных фильмов с белорусскими и российскими кинорежиссёрами. Был ассистентом Элема Климова на фильме «Иди и смотри», получившего Главный Приз московского кинофестиваля в 1985 году.
Четыре раза с разным успехом поступал на режиссёрский факультет ВГИКа, но в институт не был принят. В 1988 году окончил исторический факультет Белгосуниверситета, годом раньше курсы ассистентов и вторых режиссёров при ВГИКе.
С 1992 года живёт во Франции, часто бывая в Белоруссии.
Пятнадцать лет работал режиссёром и актёром в различных передвижных театральных труппах. С классическим и современным репертуаром объездил многие регионы Франции. На основе своих французских воспоминаний и видеоархивов снял с Белвидеоцентром первый французско - белорусский документальный фильм «Волга-Гаронна».
В 2002-м году начал самостоятельную карьеру режиссёра.Стажировался в высших киношколах Луи Люмьера, Gobelins - L'école de l'Image, L'INA и L'Eicar, на курсах режиссуры и сценаристики документального и игрового кино.
Работал с различными французскими кинокомпаниями.
Фильмы В.Козлова транслировались по центральным и региональным каналам Франции, а также в Швейцарии, Польши, России, Белоруссии, Румынии, Латвии, Литве и на Украине.
Участник и призёр многих международных кинофестивалей.
Член французского общества кинодокументалистов.
Член жюри международных фестивалей.
IMDB https://www.imdb.com/name/nm4283653/

## Фильмография

### Документальные фильмы
- «Музыка и краски отца Леонида» (2002)
- «Русская сестричка из аббатства Сильванес» (2004)
- «Туган Сохиев: crescendo subito» (2006)
- «Подземный рок Юрия Морозова» (2006)
- «Рок — Монолог» (2008)
- «Гагаринленд» (2011)
- «Алексей Леонов. Космический пешеход.» (2012)
- «Волга-Гаронна» (2013)
- «Николай Грешный» (2013)
- «Не бросай никогда Балаган!» (2017)
- « Кунашир» (2019)
- «Немуро» (незаконченный, 2024)

### Короткометражные фильмы
- «Нежность» (2008)
- «С Рождеством, Владимир!» (2011)

## ПРИЗЫ

#### КУНАШИР
Главный Приз кинофестиваля документального кино Traces de Vies в Клермон - Ферране (Франция), 2020.
Best Cinematography -  независимый кинофестиваль русского кино в Нью-Йорке (США), 2020.
Вошёл в список 30 лучших документальных фильмов за 2022 год - L'Etoile de la SCAM.
Кинопрокат в Японии в 2021-2022 годах.

#### ГАГАРИНЛЕНД
Лучший полнометражный фильм премия «Киноглаз».Российский фестиваль авторского документального кино «АРТДОКФЕСТ», Москва (Россия), 2011.

#### НИКОЛАЙ ГРЕШНЫЙ
Главный Приз международного кинофестиваля «Русское зарубежье», Москва (Россия), 2014.Приз «Философский пароход».

#### АЛЕКСЕЙ ЛЕОНОВ. КОСМИЧЕСКИЙ ПЕШЕХОД
Лучший документальный фильм на кинофестивале "Звезды и крылья", Тулуза (Франция), 2012.

#### РОК-МОНОЛОГ. ЮРИЙ МОРОЗОВ
Лучший документальный фильм на кинофестивале Slow , в г. Эгер (Венгрия), 2008.
Лучший документальный фильм на международном  кинофестивале "Ступени" в Киеве ( Украина), 2008.
2 место на фестивале альтернативного кино, г. Ирпень, (Украина), 2014.

#### РУССКАЯ СЕСТРИЧКА ИЗ АББАТСТВА СИЛЬВАНЕС
Специальный Приз жюри католической ассоциации коммуникаций Signis - Belarus,кинофестиваль "Magnificat", Минск, 2007.
- Иди и смотри

https://store.potemkine.fr/dvd/3545020065266-requiem-pour-un-massacre/
https://yarmolinets.com/%D0%BA%D1%83%D0%BD%D0%B0%D1%88%D0%B8%D1%80-%D0%BE%D1%81%D1%82%D1%80%D0%BE%D0%B2-%D0%BC%D0%B5%D1%82%D0%B0%D1%84%D0%BE%D1%80%D0%B0/
http://www.kimpress.by/index.phtml?page=2&id=6381&mode=print
http://www.proficinema.ru/mainnews/festival/detail.php?ID=117446
https://www.youtube.com/watch?v=zBCy8I1vK_s
http://www.bbc.com/russian/multimedia/2012/04/120418_gagarinland_uk.shtml
http://doc-kino-club.livejournal.com/96656.html
https://tvrain.ru/lite/teleshow/artificial_selection/gagarinlend_ili_kak_zarabatyvayut_na_imeni_yuriya_gagarina-102317/
http://ascinemadoc.ru/pobediteli-festivalya-russkoe-zarubezhe/
http://mayak-parnasa.livejournal.com/186844.html
https://www.kinoglaz.fr/index.php?page=fiche_personne&lang=ru&num=4085
http://www.cetalife.com.ua/rus/activity_awarded2008.htm
http://news.bbc.co.uk/hi/russian/uk/newsid_7644000/7644057.stm
https://baikal24.ru/text/12-04-2021/027/
https://tvrain.ru/lite/teleshow/artdokfest/artdokfest-518498/